# Duncannon (Pennsylvanie)
Pour le village irlandais, voir Duncannon.
Duncannon est un borough situé dans le comté de Perry, dans le Commonwealth de Pennsylvanie, aux États-Unis. Sa population s’élevait à 1 522 habitants lors du recensement de 2010, estimée à 1 495 habitants en 2017.

## Démographie
| Groupe            | Duncannon | Pennsylvanie | États-Unis |
| ----------------- | --------- | ------------ | ---------- |
| Blancs            | 97,2      | 81,9         | 72,4       |
| Métis             | 1,4       | 1,9          | 2,9        |
| Afro-Américains   | 0,9       | 10,9         | 12,6       |
| Asiatiques        | 0,3       | 2,8          | 4,8        |
| Autres            | 0,1       | 2,4          | 6,2        |
| Amérindiens       | 0,1       | 0,2          | 0,9        |
| Total             | 100       | 100          | 100        |
|                   |           |              |            |
| Latino-Américains | 2,4       | 5,7          | 16,7       |

Selon l'American Community Survey, pour la période 2011-2015, 93,02 % de la population âgée de plus de 5 ans déclare parler l'anglais à la maison, 2,72 % déclare parler une langue chinoise, 1,79 % le gujarati, 0,66 % le français et 1,79 % une autre langue.

## Tourisme
La Duncannon Forest Fire Lookout Tower se dresse entre la ville et la Susquehanna depuis 1999.

## Galerie photographique

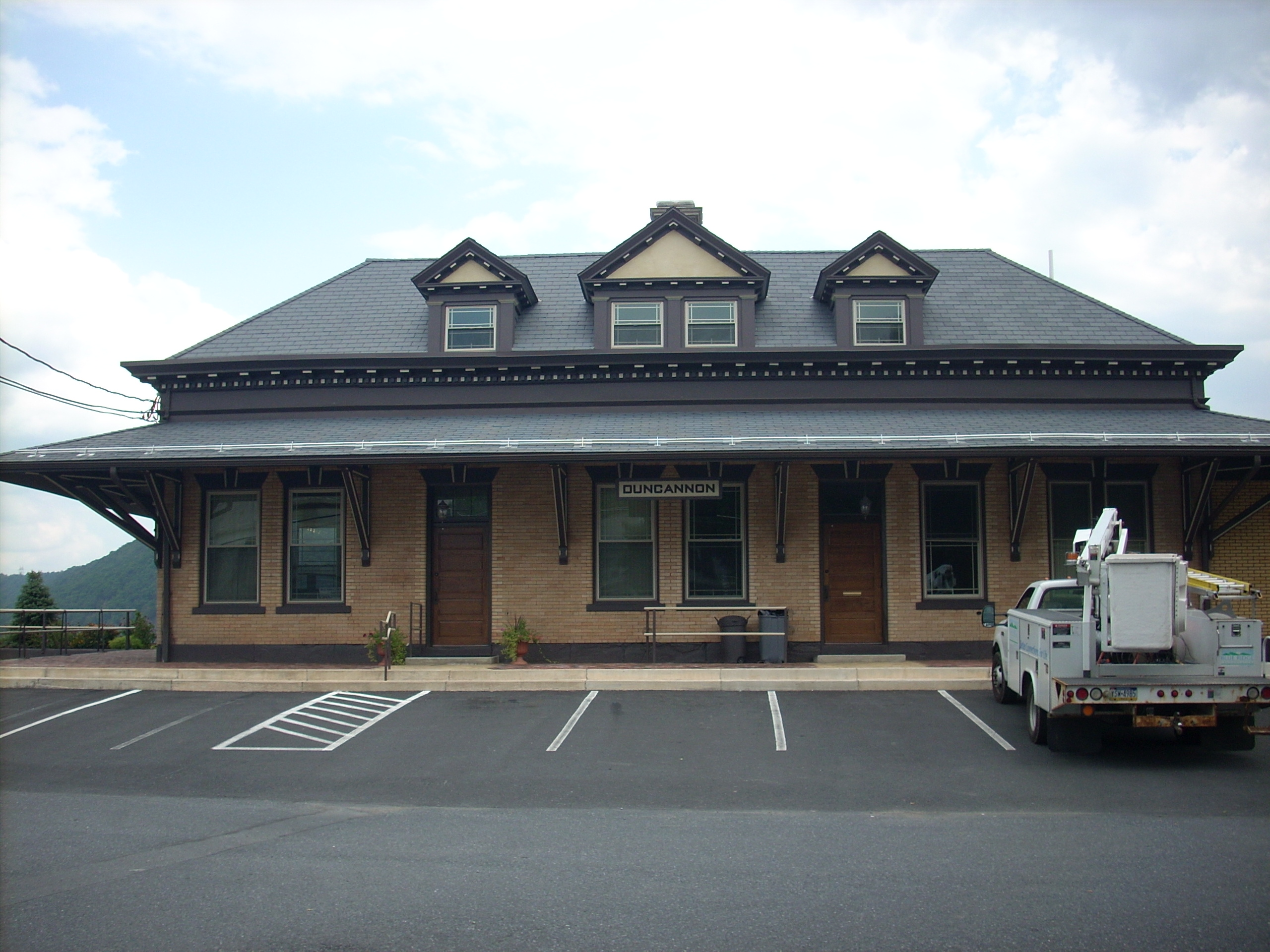
L’ancienne gare de Duncannon

## Source
- (en) Cet article est partiellement ou en totalité issu de l’article de Wikipédia en anglais intitulé « Duncannon, Pennsylvania » (voir la liste des auteurs).

1. ↑  (en) « Duncannon, PA Population - Census 2010 and 2000 », sur censusviewer.com (consulté le 2 mars 2016).
2. ↑  (en) « Population of Pennsylvania - Census 2010 and 2000 », sur censusviewer.com (consulté le 2 mars 2016).
3. ↑  (en) « American FactFinder - Results », sur factfinder.census.gov (consulté le 26 mars 2017)